# ريد دان (فلم)
ريد دان (بالإنجليزية: Red Dawn)، هي فيلم أمريكي من نوع حركي أنتج شركة ميترو غولدوين ماير سنة 2012م، قام دان برادلي بإخراج الفيلم وكتب جيرمي باسيمور وكارل إيلسورث، أقتبس الفيلم من ريد دان الذي أنتج سنة 1984م عن دخول قوات السوفيتية الأراضي الأمريكية، ولكن هذا الفيلم تتحدث عن الغزو الكوري الشمالي لإحدى الأراضي الأمريكية.

## وصلات خارجية
- ريد دان على موقع IMDb (الإنجليزية)
- ريد دان على موقع ميتاكريتيك (الإنجليزية)
- ريد دان على موقع روتن توميتوز (الإنجليزية)
- ريد دان على موقع نتفليكس (الإنجليزية)
- ريد دان على موقع قاعدة بيانات الأفلام العربية
- ريد دان على موقع ألو سيني (الفرنسية)
- ريد دان على موقع Turner Classic Movies (الإنجليزية)
- ريد دان على موقع أول موفي (الإنجليزية)
- ريد دان على موقع بوكس أوفيس موجو (الإنجليزية)
- ريد دان على موقع فيلمافينيتي (الإسبانية)
- Review of an early cut of the film